# 山口はるみ
山口 はるみ（やまぐち はるみ）は、日本のイラストレーター。女性。
1972年頃からエアブラシを用いて描き、ポスターなどで発表されたスーパーリアルイラストレーションの欧米人風の女性像たちは、「はるみギャルズ」とも称された。

## 来歴
6人きょうだいの末っ子で姉が3人。父親は島根大学で地学を教えていた。島根県松江市に生まれ、高校時代まで過ごす。
上京して東京芸術大学油画科を卒業後、西武百貨店宣伝部（デザインルーム）に入社するが、正社員で制服を着るとアイデアが全部飛んでしまうと、上司に談判し、嘱託として勤務した。
その後、ヴィジュアル・コミュケーション・センターに入社し、1967年にフリーランスとなる。
1964年に灘本唯人、宇野亞喜良、和田誠、横尾忠則らと東京イラストレーターズ・クラブを結成（70年解散）。
1969年のパルコ1号店（池袋）オープンと同時に、イラストレーターとして参加（1997年まで担当）。山口と同じく増田通二によって集められたコピーライターの小池一子、アートディレクターの石岡瑛子らと組んで、パルコの広告制作に携わった。
1985年頃以降はエアブラシ表現から離れ、1988年から1997年にかけては20世紀を自由に生きた著名な女性を毎回タッチを変えて描いた「のように」シリーズのポスターを制作した。

## 主な展覧会
- 山口はるみ 21世紀への伝言 （2000年11月、PARCO MUSEUM）[8]
- タイムトンネルシリーズVol.13 山口はるみ展「時代のヒロイン」 （2001年5月-6月、ガーディアン・ガーデン）
- アンコール山口はるみPARCOの時代「凜として女」（2009年、ギャラリー東京バンブー、六本木）[13]
- 時代の映し鏡 山口はるみの世界展 （2011年3月、西武百貨店渋谷店）
- 山口はるみ 「HARUMI GALS」 （2015年2月-4月、NANZUKA[11]）

## 作品集など
- 横尾忠則監修 『Harumi Gals PARCO VIEW2』PARCO出版、1978年1月[14][15]。
- 『山口はるみ作品集 WOMEN―21世紀への伝言「62人の肖像』2000年11月、六耀社。ISBN 978-4-89-737390-4。
- 『タイムトンネルシリーズ Vol.13 小冊子 山口はるみ展「時代のヒロイン』リクルート、2001年。
  - 大迫修三監修『タイムトンネル・シリーズVOL.13山口はるみ』ADP、2024年3月。ISBN 978-4903348735。
- 『山口はるみ (世界のグラフィックデザイン 126) 』DNP文化振興財団、2018年7月。ISBN 978-4887523982。

## 作品

### 挿絵
- 山田宏一著『映画の夢・夢の女』話の特集、1980年12月。ISBN 978-4-8264-0042-8。
- 田辺聖子著『ゆめはるか吉屋信子 秋灯机の上の幾山河』（上・下）朝日新聞社、1999年。ISBN 978-4022573926、ISBN 978-4022573933。- 1993年より『月刊ASAHI』で「秋灯 机の上の幾山河・吉屋信子伝」として連載開始、翌年『アサヒグラフ』に移り、1998年まで挿絵を担当[13]。
- 早坂真紀著 『白い船』新潮社、2002年4月。ISBN 978-4-10-453401-2。